# Emma Nilsson
Pour les articles homonymes, voir Nilsson.
Emma Nilsson, née le 18 novembre 1993, est une biathlète suédoise.

## Carrière
Elle prend part à ses premiers championnats du monde junior en 2012. C'est lors de la saison 2014-2015 qu'elle fait ses débuts en sénior, participant à la Coupe du monde à Östersund, avant de marquer des points à Ruhpolding (38e) et de concourir aux Championnats du monde de Kontiolahti. Elle affiche des progrès lors de la saison 2016-2017, rentrant dans le top quarante à plusieurs reprises (meilleur résultat : 22e à Pokljuka).
En décembre 2018, elle monte sur son premier podium en Coupe du monde en étant deuxième du relais d'Hochfilzen. Elle gagne la médaille d'or aux Championnats d'Europe 2019 en relais mixte.
Aux Mondiaux 2019, elle se classe 22e de l'individuel.

## Palmarès

### Championnats du monde
| Édition \ Épreuve | Individuel | Sprint | Poursuite | Mass start | Relais | Relais mixte | Relais mixte simple              |
| 2015 Kontiolahti  | 71e        | 83e    | -         | -          | 8e     | –            | Épreuve inexistante à cette date |
| 2016 Holmenkollen | 56e        | -      | -         | -          | -      | –            | Épreuve inexistante à cette date |
| 2017 Hochfilzen   | 67e        | -      | -         | -          | 6e     | –            | Épreuve inexistante à cette date |
| 2019 Östersund    | 22e        | -      | -         | -          | -      | -            | —                                |

Légende :
- — : non disputée par Persson
- : pas d'épreuve

### Coupe du monde
- Meilleur classement général : 58e en 2019.
- Meilleur résultat individuel : 18e.
- 1 podium en relais : 1 deuxième place.

#### Classements en Coupe du monde
| Saison    | Classement général final | Individuel | Sprint | Poursuite | Mass start |
| 2014-2015 | 93e                      | nc         | 85e    | nc        |            |
| 2015-2016 | nc                       | nc         | nc     | nc        |            |
| 2016-2017 | 60e                      | nc         | 60e    | 53e       |            |
| 2017-2018 | 62e                      | 51e        | 54e    | 65e       |            |
| 2018-2019 | 58e                      | 27e        | 71e    | 63e       |            |
| 2019-2020 | 93e                      | 67e        | nc     | nc        |            |

### Championnats d'Europe
- Médaille d'or en 2019 à Raubichi sur le relais mixte.